# Hanatul uzbec

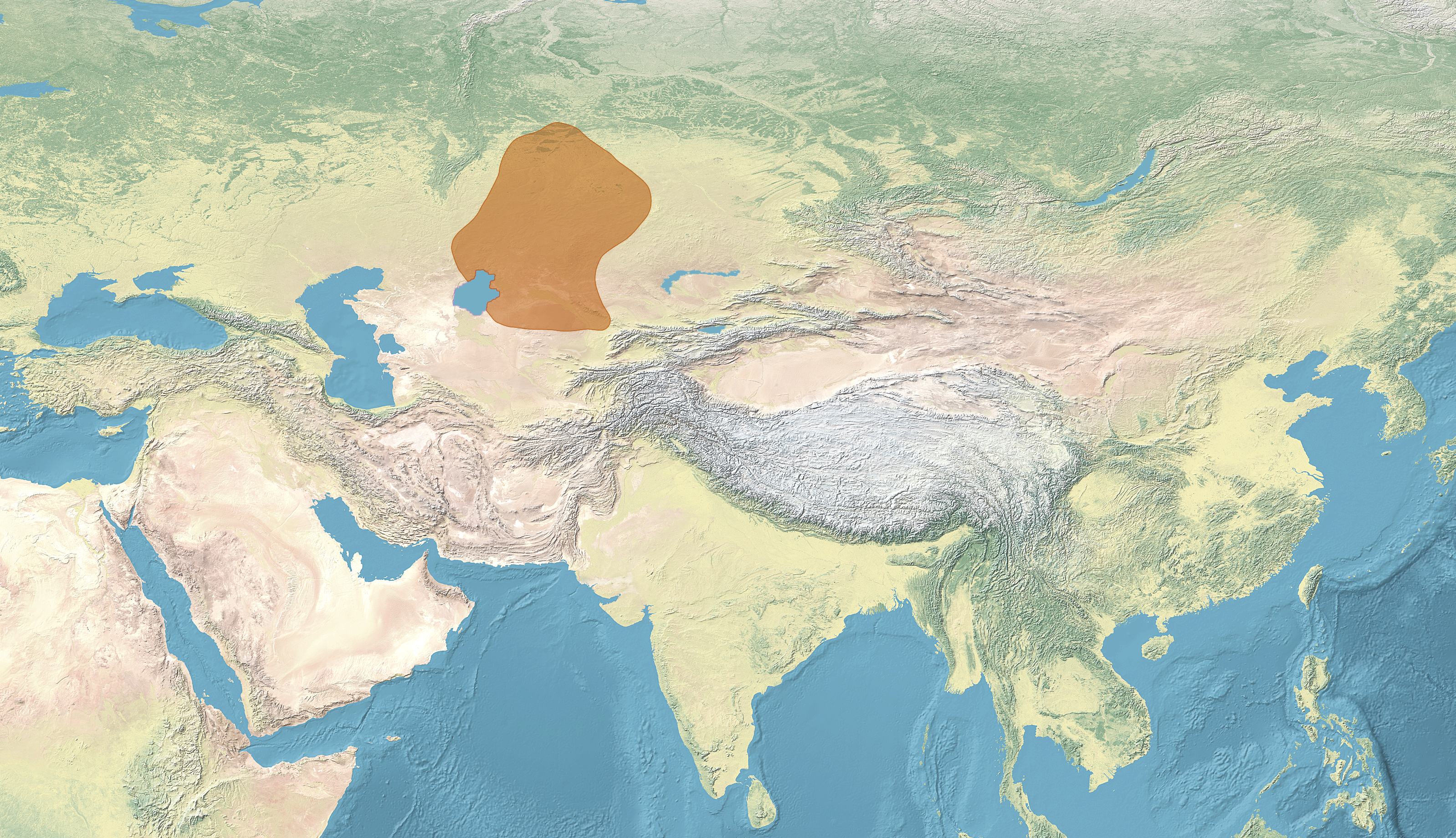
Națiunea uzbecă în 1448

Hanatul uzbec- Dashti a fost fondat de Abulkhairkhan în partea de Est a statului Kipchak (sud-vestul Siberiei) (1428) și a locuitorilor săi.
Există mai multe estimări ale originii etnonimului uzbec. Prima mențiune a cuvântului Uzbek ca nume personal datează din secolul al 12-lea. Cuvântul uzbec a apărut printre triburile turcice din Transoxiana până la sosirea mongolilor din secolul al 13-lea
Istoricul arab din secolul al 12-lea Usoma ibn Munqiz, în "cartea Educației", afirmă că unul dintre ghizii săi din perioada Selgiucică din 1115-1116 a fost un conducător Mosul pe nume Amir Uzbek.
În 1221, unul dintre liderii trupelor lui Khorezmshah Jalal ad-din Manguberdi din Afganistan a fost Jahan Pakhlawan Uzbek Tay.
Istoricul Mutal Ermatov a sugerat că cuvântul uzbec derivă din numele seminței de.
Dr. R. G. Mukminova, doctor în istorie, a oferit dovezi suplimentare împotriva conectării numelui etnic al uzbecilor cu numele uzbec Khan . Sharafuddin Ali Yazdi relatează despre evenimentele din 1289, cu mult înainte de domnia Hanului uzbec, și menționează marșul trupelor uzbece în regiunea Tabriz . 
Potrivit altor istorici, în anii 60 ai secolului al XIV-lea, în regiunea Dashti Kipchak s-a format o uniune de triburi turcice nomade numite uzbeci. În anii 60 ai secolului al XIV-lea, etnonimul „Uzbek” a devenit un nume colectiv pentru întreaga populație turcă din estul Dasht-i-Kipchak. Etnonimul „Uzbek” a intrat în Movarounnahr în timpul lui Amir Temur. Marele poet Alisher Navoi (1441-1501) a menționat în lucrările sale etnonimul „Uzbek” în Khorasan și Movarunnahr. 
Capitala sa este orașul Chimgi-Tura (acum Tura) în 1428-46, la nord de Marea Aral până la națiunea uzbecă. de la malurile sale până la cursul mijlociu al râului Irtish, de la râurile Sarisu și Chu în est până la malul stâng al râului Yoyik (Ural) în vest. Națiunea uzbecă a fost înființată pe baza relațiilor de clan. În anii 1431-46, Abulkhair Khan a luptat pentru a pune capăt acțiunilor separatiste ale multor sultani (Ibaq Khan, Burka Sultan, Jonibek, Geraykhan, Mustafakhon) care erau descendenți ai lui Jozhikhan.
În anii 30 ai secolului al XV-lea, profitând de intensificarea conflictelor interne din Hoarda de Aur, Hoarda Ok, Mulistan și regatul timurid, Abulkhairkhan a adăugat pământurile actualului Kazahstan Central și de Est, orașele Sighnoq, Aqqorgon., Arquq, Uzgan, Suzaq și regiunea Khorezm către națiunea uzbecă (1431-1435). În 1447, capitala ulusului uzbec a fost mutată de la Tura la Sighnok. Drept urmare, națiunea uzbecă a devenit vecină cu timurizilor. Nevoia lor de produse agricole și artizanale i-a determinat să atace Movarounnahr în fiecare an. De asemenea, națiunea uzbecă a început să se amestece în luptele reciproce ale timurizilor. De exemplu, Abulkhair Khan a ajutat-o pe Mirza Abu Said să preia tronul Samarkandului (1451) și lupta nepotului lui Ulugbek, Muhammad Jogi, pentru tron (1459-60). Printre timurizi, sultanul Husayn Boykara, Atouddavla și Manuchehr mirzas au cerut ajutorul lui Abulkhair Khan. După moartea lui Abulkhairkhan (1468), națiunea uzbecă a suferit o criză ca urmare a conflictelor interne.
În timpul domniei fiului său Haidar Khan, care i-a succedat lui Abul Khair Khan, Ibaq Khan, Burka Sultan, Jonibek, Geray Khan, Yamgurchi și Musa Mirzos din emirii Mangit au format o alianță cu Ahmad Khan al Hoardei de Aur, au luptat împotriva lui Haidar Khan și won. Heydar Khan a fost executat. Ibaq Khan și aliații săi au masacrat rudele și susținătorii lui Abul Khair Khan. Doar Muhammad Shaibani Khan, fratele său Mahmud Sultan, fiii lui Abulkhair Khan Suyunchhoja Khan și Kochkunchi Khan, fiul lui Bakhtiyar Sultan Mahdi Sultan, Hamza Sultan și câțiva cerșetori au scăpat de la el.

Locuitorii ulusului uzbec erau angajați în creșterea animalelor și agricultura (vezi Dashti Kipchak Uzbeks ).

## Literatură
- Sultanov TI, Genghis Khan și Genghis Khan. Sudba i vlast. Moscova, 2006.
- Trepavlov V. V. Istoriya Nogayskoy Ordy. Moscova, 2002.
- Akhmedov B., Gosudarstvo kochevykh uzbekov. Moscova: Vostochnaya literatura, 1965.